# Kemal Ould Mohamedou
 (septembre 2019).
Kemal Ould Mohamedou est un homme d'affaires mauritanien.

## Biographie
Kemal Ould Mohamed Mahmoud Ould Mohamedou, plus communément Kemal Ould Mohamedou (en arabe : كمال ولد محمد محمود ولد محمدو), est originaire de la région désertique de l'Inchiri située dans l'ouest de la Mauritanie, il appartient à la tribu des Ouled Bou Sbaa, groupe ethnique dont sont issus les anciens présidents Ely Ould Mohamed Vall et Mohamed Ould Abdelaziz. Kemal Ould Mohamedou est le cousin de ce dernier et le frère de Mohamed Mahmoud Ould Mohamedou, ancien diplomate et ancien ministre des affaires étrangères de la junte militaire. Son père a longtemps été Directeur de la chambre de commerce. Diplômé de la Sorbonne et ayant grandi aux Etats Unis où son père résidait, Kemal Ould Mohamedou a commencé par officier en tant que Premier Conseiller à l’Ambassade de Mauritanie à Washington DC,.  
En 2005, Mohamedou est nommé à la tête de la filiale locale du pionnier Hardman Ressources Ltd., deuxième plus gros investisseur pétrolier en Mauritanie, détenant près de 20% de l'exploitation de Chinguetti. Pendant sa présidence, Hardman Ressources Ltd se fait racheter à £595 millions de livres sterling par la petite compagnie irlandaise Tullow Oil. Kemal Ould Mohamedou se retrouve ainsi en 2007 à la tête de Tullow Mauritanie qui devient très vite leader incontesté du pétrole et du gaz mauritanien,.  
En 2013, à la suite de la suspension de la Mauritanie comme pays conforme en rapport avec la structuration de instances nationales de passation des marchés, Kemal Ould Mohamedou participe au comité National de l'ITIE sous la présidence de Sidi Ould Zeine et siège à la commission chargée de définir le périmètre de matérialité des futurs rapports. 
Proche de Mohamed Ould Abdelaziz, Kemal Ould Mohamedou est considéré comme l'un des hommes de l'ex président Aziz dont il est cousin, et comme un relais entre la présidence et le secteur privé minier et pétrolier.